# Opinionsundersökningar inför riksdagsvalet i Sverige 2006
Opinionsmätningar inför riksdagsvalet i Sverige 2006 den 17 september utfördes av Demoskop, Sifo, Skop, SCB och TEMO. På valdagen gjorde SVT sin vallokalsundersökning.

## Opinionsundersökningar

### Väljarbarometer i september 2006
| Period            | Opinionsinstitut | Borgerliga/Alliansen | Borgerliga/Alliansen | Borgerliga/Alliansen | Borgerliga/Alliansen | Rödgröna | Rödgröna | Rödgröna | Övriga | Övriga |        | Alliansen (M, FP, C, KD) | Rödgröna partierna (S, MP, V) | Blockskillnad | Ref. |
| Period            | Opinionsinstitut | M                    | FP                   | C                    | KD                   | S        | MP       | V        | SD     | Övriga |        | Alliansen (M, FP, C, KD) | Rödgröna partierna (S, MP, V) | Blockskillnad | Ref. |
| Period            | Opinionsinstitut |                      |                      |                      |                      |          |          |          |        | Övriga |        |                          |                               | Blockskillnad | Ref. |
| Valet 2006        |                  | 26,2 %               | 7,5 %                | 7,9 %                | 6,6 %                | 35,0 %   | 5,2 %    | 5,9 %    | 2,9 %  | 2,7 %  | 48,2 % | 46,1 %                   | 2,1 %                         | [ 2 ]         |      |
| 15 september 2006 | Sifo             | 24,1 %               | 9,5 %                | 7,0 %                | 6,7 %                | 35,3 %   | 6,3 %    | 6,3 %    |        | 5,0 %  | 47,3 % | 47,9 %                   | 0,6 %                         | [ 3 ]         |      |
| 11 september 2006 | Sifo             | 24,5 %               | 9,6 %                | 6,3 %                | 7,3 %                | 34,2 %   | 5,5 %    | 7,0 %    |        | 5,6 %  | 47,7 % | 46,7 %                   | 1 %                           | [ 3 ]         |      |
| 9 september 2006  | Sifo             | 24,4 %               | 9,4 %                | 5,8 %                | 7,5 %                | 34,5 %   | 6,5 %    | 7,2 %    |        | 4,8 %  | 47,1 % | 48,2 %                   | 1,1 %                         | [ 3 ]         |      |
| 7 september 2006  | Sifo             | 26,0 %               | 7,6 %                | 6,2 %                | 7,5 %                | 35,7 %   | 5,7 %    | 7,1 %    |        | 4,3 %  | 47,3 % | 48,5 %                   | 1,2 %                         | [ 3 ]         |      |
| 7 september 2006  | Demoskop         | 27,2 %               | 11,3 %               | 5,9 %                | 5,5 %                | 34,0 %   | 4,1 %    | 7,5 %    |        | 4,4 %  | 49,9 % | 45,6 %                   | 4,3 %                         | [ 3 ]         |      |
| 6 september 2006  | Sifo             | 25,7 %               | 8,6 %                | 6,0 %                | 7,1 %                | 34,9 %   | 5,9 %    | 7,3 %    |        | 4,4 %  | 47,4 % | 48,1 %                   | 0,7 %                         | [ 3 ]         |      |
| 6 september 2006  | Skop             | 23,3 %               | 11,3 %               | 6,6 %                | 7,4 %                | 33,1 %   | 5,8 %    | 7,2 %    |        | 4,3 %  | 48,6 % | 46,1 %                   | 2,5 %                         | [ 3 ]         |      |
| 5 september 2006  | Sifo             | 25,4 %               | 9,3 %                | 6,8 %                | 6,7 %                | 34,2 %   | 5,2 %    | 7,7 %    |        | 4,8 %  | 48,2 % | 47,1 %                   | 1,1 %                         | [ 3 ]         |      |
| Januari 2006      | TEMO             | 30,9 %               | 10,0 %               | 5,6 %                | 4,4 %                | 34,3 %   | 4,8 %    | 6,2 %    |        | 3,8 %  | 50,9 % | 45,3 %                   | 5,6 %                         | [ 4 ]         |      |
| December 2005     | TEMO             | 30,3 %               | 10,4 %               | 6,2 %                | 4,9 %                | 34,5 %   | 5,2 %    | 5,2 %    |        | 3,3 %  | 51,8 % | 44,9 %                   | 6,9 %                         | [ 4 ]         |      |
| Valet 2002        |                  | 15,3 %               | 13,4 %               | 6,2 %                | 9,1 %                | 39,9 %   | 4,6 %    | 8,4 %    |        | 3,1 %  | 44 %   | 52,9 %                   | 8,9 %                         | [ 5 ]         |      |

### Väljarbarometer i januari 2006
Redan i TEMOs (numera Synovate) opinionsundersökning i januari 2006 med nio månader kvar till valet såg det ut som att socialdemokraterna kunde se fram mot sitt sämsta valresultat någonsin, medan moderaterna kunde göra sitt bästa val sedan 1928.

### Väljarbarometer i november 2005
Statistiska centralbyråns opinionsundersökning gjord i november 2005 visade att de båda politiska blocken i riksdagen skulle få omkring 46-48 procent av rösterna. Övriga partier får tillsammans 5,5 procent och skulle inte få en riksdagsrepresentation, ett öde som även Miljöpartiet riskerar att dela. Enligt undersökningen är såväl tillbakagången för de borgerliga partierna och ökningen för övriga partier sedan SCB:s undersökning i somras, statistiskt säkerställda. Undersökningen gjordes 31/10-21/11 och omfattande nästan 10 000 personer.

### Väljarbarometer i februari 2005
I TEMOs opinionsundersökning publicerad i februari 2005 tangerade Miljöpartiet sitt bästa resultat på fyra år och når 6,8 %, enligt undersökningen framför allt beroende på ökat stöd från kvinnliga väljare som i förra valet röstade på Vänsterpartiet. Av undersökning sluter sig DN till att polariseringen mellan de politiska blocken ökar ytterligare efter att Miljöpartiet nu knutit sig starkare till vänstern. Tidigare har Miljöpartiet inom ramen för Vägval vänster inbjudit kritiska vänsterpartister att ställa upp på Miljöpariets valsedlar och en serie föreläsningar tillsammans med Socialdemokraterna har inletts. Trots att Kristdemokraterna faller till 3 % är ställningen myckjet jämn mellan blocken med 48,5 % för det borgerliga och 48,8 % för det röda blocket.